# 게리 지웰
제리 주얼(Geri Jewell, 1956년 9월 13일 ~ )은 미국의 배우, 스탠드업 코미디언이다.
버펄로에서 태어났다.

## 출연 작품

### 영화
- 더 나이트 오브 더 화이트 팬츠 (2006, The Night of the White Pants)

### 텔레비전
- 21 점프 스트리트 (1990)
- 더 영 앤 더 레스트리스 (2004)
- 데드우드 (2004-06)